# オステオカルシン
オステオカルシン (osteocalcin : OC) は骨の非コラーゲン性タンパク質として25％を占めるタンパク質である。
骨芽細胞のビタミンK依存性カルボキシラーゼによって、タンパク質のγ-グルタミン残基に炭酸イオンが付加されたものである。
鉱質形成やカルシウムイオンの恒常性維持に寄与していると考えられており、骨形成の負の制御因子であるともされているが、その役割については明らかになっていない。
ホルモンとしての作用もあり、膵臓のβ細胞に働いてインスリン分泌を促したり、脂肪細胞に働インスリン感受性を高めるタンパク質であるアディポネクチンの分泌を促進するとの報告がある。
骨形成マーカーとして用いられる。

## 機能
オステオカルシンは骨芽細胞のみから分泌され、代謝調節および骨形成促進性に働くものと考えられている。また、骨の石灰化とカルシウムイオンの恒常性維持に関与すると考えられている。オステオカルシンは、膵臓のβ細胞にインスリンの産生を促し、脂肪細胞にインスリン感受性を向上させるホルモンであるアディポネクチンを産生させるホルモンとしての作用を持つ。
テストステロンの生合成を行う精巣のライディッヒ細胞に働きかける事から、男性の不妊症にも影響がある。
筋細胞のエネルギー促進能力、エネルギー利用に作用し、運動能力を高める効果を持つ。
戦うか逃げるか反応（急性ストレス反応）において、ストレスを受けて数分以内に骨から放出され、興奮を抑える副交感神経系の活動を阻害する。副腎が機能不全になると、オステオカルシンが増加し、急性ストレス反応を引き起こす。

## 骨形成のバイオマーカーとしての利用
オステオカルシンは骨芽細胞によって分泌されることから、しばしば骨形成過程のマーカーとして利用される。また、血清中のオステオカルシン濃度は骨粗鬆症に対するテリパラチドのような薬物治療時の骨密度改善と比較的よく正の相関を示すことが知られている。多くの研究において、オステオカルシンは骨形成に対する薬物の効果を示す予備的なマーカーとして利用されている。